# Ecaterina Szabó
Pour les articles homonymes, voir Szabó.
Ecaterina Szabó (en hongrois Katalin Szabó), née le 22 janvier 1968 à Zagon (Zágon), est une ancienne gymnaste roumaine d'ethnie magyare.

## Biographie
Elle nait de parents issu de la minorité hongroise à Zagon, dans le centre de la Roumanie. Ses parents la prénomment Katalin mais l'état civil hongrois "roumanisera" son prénom en Ecaterina. En 1980, elle entre au Centre olympique de Deva où elle ne vit alors plus que pour la gymnastique, s'entrainant comme les autres gymnastes de l'équipe nationale, deux fois par jour avec au moins 7 heures quotidiennes.
Pour sa première compétition internationale lors de championnats d'Europe junior à Lyon en 1980, elle remporte toutes les médailles d'or sauf celles des barres asymétriques. Elle mesure alors 1,30 m pour 30 kg. En 1982, elle devient la première gymnaste à remporter deux fois le titre de championne d'Europe du concours général.
Elle obtient ses premières médailles en senior à Göteborg (Suède) en 1983 lors des championnats d'Europe avec la médaille d'or aux barres et au sol, l'argent au saut et le bronze au concours général. Quelques mois plus tard, au championnat du monde à Budapest (Hongrie), elle obtient l'or au sol, l'argent au saut, à la barre et au concours par équipe et l'argent au concours général.
Alors qu'elle n'était que remplaçante de l'équipe nationale roumaine aux jeux olympiques de 1980 à Moscou, elle obtient la consécration aux jeux olympiques de 1984 à Los Angeles. Lors du concours général, sa confrontation avec l'Américaine Mary Lou Retton, entraînée par Béla Károlyi, l'ex-entraîneur des équipes roumaines, en particulier de Nadia Comăneci, atteint des sommets. Ce concours débute avec un léger avantage pour l'Américaine, après le concours par équipe remportée par les Roumaines, mais au cours duquel leur leader Szabó avait commis quelques erreurs.
Après ses deux premières épreuves, la Roumaine est repassée devant son adversaire pour quinze centièmes. Mais l'Américaine termine par ses deux épreuves favorites: le sol, où elle obtient la note maximum de 10, puis le saut de cheval, où elle obtient de nouveau le maximum. Dans le même temps, la Roumaine ne fait pas mieux que 9,90 au saut de cheval puis aux barres asymétriques. Le titre revient donc à l'Américaine pour 5 centièmes.
La Roumaine prendra sa revanche lors des finales par appareil: elle remporte les trois finales pour lesquelles elle est qualifiée.
Elle termine sa carrière après les championnats du monde de 1987 à Rotterdam : elle termine à la quatorzième place au concours général. Mais, elle fait surtout partie de l'équipe roumaine qui parvient à vaincre l'équipe soviétique lors du concours par équipe, ce qui n'est que la deuxième fois de l'Histoire.
En 1992, elle s'installe en France, à Chenôve (Côte-d'Or), puis à Chamalières (banlieue de Clermont-Ferrand, Puy-de-Dôme) où elle réside toujours aujourd'hui (2018). Elle enseigne la gymnastique à Chamalières pendant une dizaine d'années, puis à l'Association sportive montferrandaise (ASM) à Clermont-Ferrand et enfin non loin de là, à Romagnat.
En 2000, elle est nommée dans le « Hall of Fame » de la gymnastique à Oklahoma City (rejoignant ses compatriotes Nadia Comaneci et l'entraineur Bela Karolyi)
La crèche de son village natal, la salle de sport de Sfântu Gheorghe (Sepsiszentgyörgy) ont été renommés à son honneur. En 2018, la nouvelle salle de gymnastique de Lempdes (Puy-de-Dôme) porte son nom.

## Palmarès

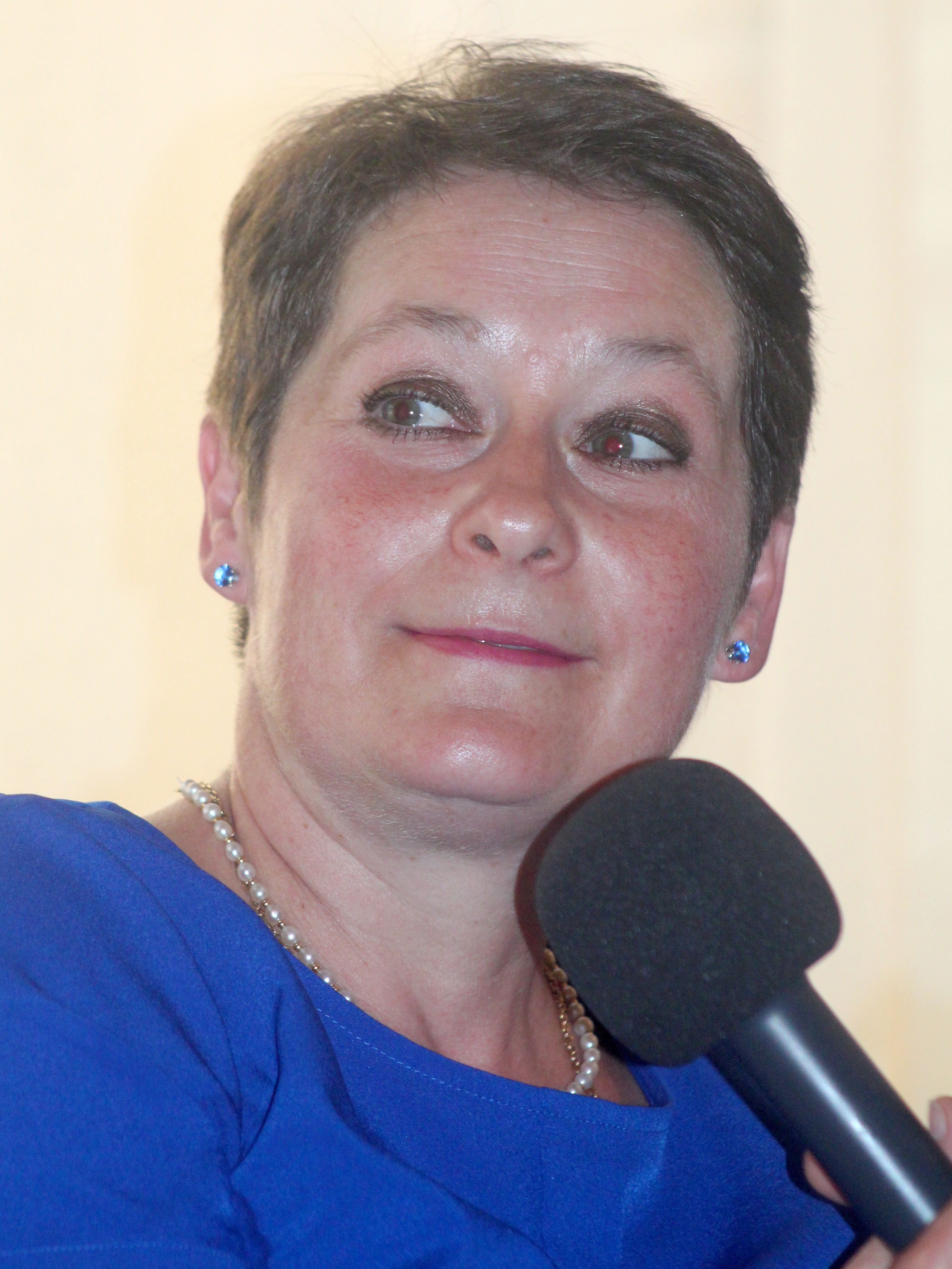
Ecaterina Szabó le 20 août 2017

### Jeux olympiques
- Los Angeles 1984
  -  médaille d'argent au concours général individuel
  -  médaille d'or par équipes
  -  médaille d'or à la poutre
  -  médaille d'or au saut cheval
  -  médaille d'or au sol

### Championnats du monde
- Budapest 1983
  -  médaille de bronze au concours général individuel
  -  médaille d'argent par équipes
  -  médaille d'or au sol
  -  médaille d'argent au saut
  -  médaille d'argent aux barres asymétriques
- Montréal 1985
  - 5e au concours général individuel
  -  médaille d'argent par équipes
  -  médaille d'argent à la poutre
  -  médaille d'argent au saut cheval
  - 4e au sol
  - 6e aux barres asymétriques
- Rotterdam 1987
  - 14e au concours général individuel
  -  médaille d'or par équipes
  -  médaille de bronze à la poutre

### Championnats d'Europe
- Göteborg 1983
  -  médaille d'or aux barres asymétriques
  -  médaille d'or au sol
  -  médaille d'argent au saut
  -  médaille de bronze au concours général individuel
- Helsinki 1985
  -  médaille d'argent au saut

## Décorations
- Chevalier de l'ordre national du Mérite (décret du 29 novembre 2023)[5]